# Nannocyrtopogon crumbi
Nannocyrtopogon crumbi är en tvåvingeart som beskrevs av Wilcox och Martin 1957. Nannocyrtopogon crumbi ingår i släktet Nannocyrtopogon och familjen rovflugor.
Artens utbredningsområde är Arizona. Inga underarter finns listade i Catalogue of Life.